# Liste der Monuments historiques in Éclaron-Braucourt-Sainte-Livière
Die Liste der Monuments historiques in Éclaron-Braucourt-Sainte-Livière führt die Monuments historiques in der französischen Gemeinde Éclaron-Braucourt-Sainte-Livière auf.

## Liste der Immobilien
| Bezeichnung                         | Beschreibung                                                                          | Standort                          | Kennzeichnung | Schutzstatus | Datum | Bild           |
| ----------------------------------- | ------------------------------------------------------------------------------------- | --------------------------------- | ------------- | ------------ | ----- | -------------- |
| Kirche St-Laurent                   | aus dem 16. Jahrhundert                                                               | Éclaron, place Pelletier (Lage)   | PA00079056    | Classé       | 1909  | weitere Bilder |
| Kirche Notre-Dame-en-son-Assomption | ab dem 12. Jahrhundert                                                                | Braucourt, rue du Lac (Lage)      | PA00079055    | Classé       | 1909  | weitere Bilder |
| Parkanlage                          | Landschaftspark, 1834 angelegt, 1875 durch Gabriel Arbeaumont grundlegend umgestaltet | Éclaron, 21 rue de Ponthon (Lage) | PA52000026    | Inscrit      | 2006  |                |

## Liste der Objekte
| Bezeichnung                                | Beschreibung | Standort                                                     | Kennzeichnung | Schutzstatus | Datum | Bild |
| ------------------------------------------ | --- | ------------------------------------------------------------ | ------------- | ------------ | ----- | ---- |
| Skulptur Ecce Homo                         | Stein, 16. Jahrhundert | Éclaron, in der Kirche St-Laurent (Lage)                     | PM52000425    | Classé       | 1965  |      |
| Hauptaltar (1)                             | Altartisch, Altaraufbau und Tabernakel; Holz, vergoldet, Stein, 18. Jahrhundert | Braucourt, in der Kirche Notre-Dame-en-son-Assomption (Lage) | PM52000433    | Classé       | 1980  |      |
| Skulptur Madona mit Kind                   | Stein, farbig gefasst, 16. Jahrhundert | Sainte-Livière, in der Kirche Ste-Libaire (Lage)             | PM52001435    | Classé       | 2000  |      |
| Taufbecken                                 | Stein, um 1600 | Éclaron, in der Kirche St-Laurent (Lage)                     | PM52000429    | Classé       | 1980  |      |
| Orgel                                      | Haupteintrag für PM52000424 | Éclaron, in der Kirche St-Laurent (Lage)                     | PM52001493    | Classé       | 1965  |      |
| Orgelprospekt                              | vor 1760 für die Abtei Jovilliers in Stainville gebaut, zwischen 1764 und 1769 durch Jean Richard umgebaut; 1791 zunächst nach Saint-Dizier verkauft und kurz danach nach Éclaron gelangt | Éclaron, in der Kirche St-Laurent (Lage)                     | PM52000424    | Classé       | 1965  |      |
| Linker Seitenaltar                         | Altartisch und Retabel; Holz, farbig gefasst, 18. Jahrhundert | Braucourt, in der Kirche Notre-Dame-en-son-Assomption (Lage) | PM52002041    | Inscrit      | 1999  |      |
| Kanzel                                     | Holz, 17. Jahrhundert | Éclaron, in der Kirche St-Laurent (Lage)                     | PM52000423    | Classé       | 1908  |      |
| Skulptur Christus an der Martersäule       | Holz, farbig gefasst, 16. Jahrhundert | Sainte-Livière, in der Kirche Ste-Libaire (Lage)             | PM52001404    | Classé       | 1908  |      |
| Kruzifix                                   | Holz, 16. Jahrhundert | Sainte-Livière, in der Kirche Ste-Libaire (Lage)             | PM52001433    | Classé       | 2000  |      |
| Pietà                                      | Holz, farbig gefasst, 16. Jahrhundert | Sainte-Livière, in der Kirche Ste-Libaire (Lage)             | PM52001405    | Classé       | 1908  |      |
| Zwei Engelsskulpturen                      | Stein, 17. Jahrhundert | Sainte-Livière, in der Kirche Ste-Libaire (Lage)             | PM52001406    | Classé       | 1966  |      |
| Weihwasserbecken                           | Gusseisen, bezeichnet 1619 | Éclaron, in der Kirche St-Laurent (Lage)                     | PM52000426    | Classé       | 1965  |      |
| Kreuzigungsgruppe                          | Holz, farbig gefasst, Anfang des 16. Jahrhunderts | Braucourt, in der Kirche Notre-Dame-en-son-Assomption (Lage) | PM52000431    | Classé       | 1911  |      |
| Sessel                                     | Holz, zweite Hälfte des 18. Jahrhunderts | Braucourt, in der Kirche Notre-Dame-en-son-Assomption (Lage) | PM52000434    | Classé       | 1980  |      |
| Hauptaltar (2)                             | Altartisch und Tabernakel; Holz, farbig gefasst, 17. Jahrhundert | Sainte-Livière, in der Kirche Ste-Libaire (Lage)             | PM52001432    | Classé       | 2000  |      |
| Skulptur Heilige Libaria                   | Holz, farbig gefasst und vergoldet, 17. Jahrhundert | Sainte-Livière, in der Kirche Ste-Libaire (Lage)             | PM52001431    | Classé       | 2000  |      |
| Skulptur Heilige Barbara                   | Stein, farbig gefasst und vergoldet, 14. Jahrhundert | Sainte-Livière, in der Kirche Ste-Libaire (Lage)             | PM52001434    | Classé       | 2000  |      |
| Hauptaltar (3)                             | Retabel; Stein und Holz, 18. Jahrhundert | Éclaron, in der Kirche St-Laurent (Lage)                     | PM52000427    | Classé       | 1965  |      |
| Triumphbogen und -kreuz                    | Holz, 18. Jahrhundert | Éclaron, in der Kirche St-Laurent (Lage)                     | PM52000428    | Classé       | 1965  |      |
| Skulptur Himmelfahrtsmadonna               | Stein, 18. Jahrhundert, Jean-Baptiste oder Edme Bouchardon zugeschrieben | Braucourt, in der Kirche Notre-Dame-en-son-Assomption (Lage) | PM52000430    | Classé       | 1908  |      |
| Prozessionsstab Vier Engel mit Marienkrone | Holz, farbig gefasst, 18. Jahrhundert | Braucourt, in der Kirche Notre-Dame-en-son-Assomption (Lage) | PM52000432    | Classé       | 1980  |      |
| Rechter Seitenaltar                        | Altartisch und Retabel; Holz, farbig gefasst, 18. Jahrhundert | Braucourt, in der Kirche Notre-Dame-en-son-Assomption (Lage) | PM52002042    | Inscrit      | 1999  |      |